# Австралийская мечта
«Австралийская мечта» (англ. Australian Dream), или «великая австралийская мечта» (англ. Great Australian Dream), — в узком смысле это вера в то, что в Австралии владение домом может вести к лучшей жизни и является выражением успеха.
Термин происходит от «американской мечты», которой начиная с 1940-х годов описывают такое же явление в США. «Австралийская мечта» появилась в эпоху 1940—1970 годов, когда доля проживающих в собственном доме превысила 70 % от населения страны. И хотя многие из австралийцев имеют соответствующий этой мечте уровень жизни, аналитики утверждают, что рост цен на жилье делает «великую австралийскую мечту» всё менее достижимой, особенно для жителей больших городов и молодёжи из поколения Z и миллениалов. Так, рост цен на жильё в Сиднее за 10 лет составил 153 % в 2022 году, а в Мельбурне 107 %. В результате цены на недвижимость стали одним из важнейших вопросов на выборах 2022 года.